# Gordon Smith
Gordon Harold Smith (ur. 25 maja 1952) – amerykański polityk, senator ze stanu Oregon (wybrany w 1996 i ponownie w 2002), członek Partii Republikańskiej. W 2008 nie zdołał ponownie wywalczyć reelekcji, przegrywając z Demokratą Jeffem Merkleyem.